# Чандра

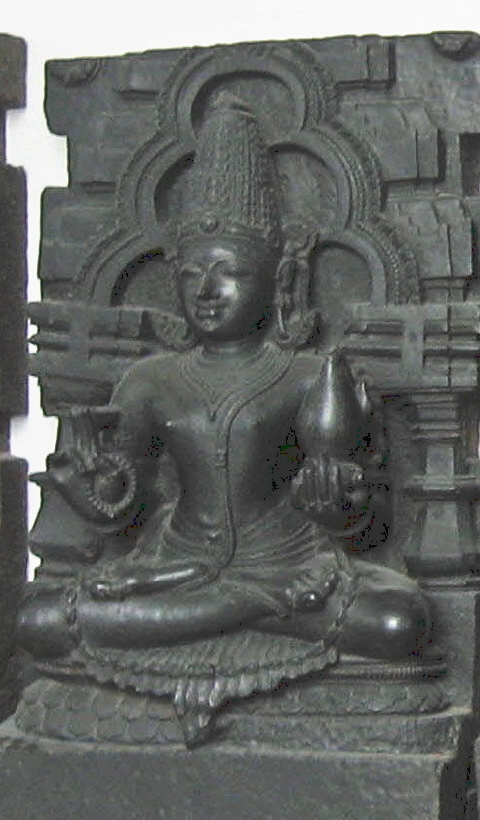
Чандра, бог Луны в индуизме. Британский музей — XIII век, Конарк

Ча́ндра (санскр. चन्द्र, букв. «сверкающий», «луна») — в индуизме имя бога Луны, а также многих других персонажей в индуистской мифологии. Управитель дня понедельника. Входит в состав личных имён и фамилий.

## Чандра в вайшнавизме
Индуисты называют Чандру и другими именами, упоминаемыми в «Бхагавата-пуране». Поскольку от Луны исходит живительная прохлада, благотворно влияющая на посевы, «Бхагавата-пурана» характеризует Чандру как жизнь всего живого, называя его Дживой — главным живым существом во вселенной. Ещё одно из имён Чандры — Маномая — означает, что Чандра является божеством, которое управляет умом каждого живого существа. За то, что Чандра даёт энергию роста всем растениям, «Бхагавата-пурана» именует его Аннамая, а именем Амритамая Чандра назван по причине того, что он является источником жизненной силы всех живых существ. Поклоняющиеся Верховной Личности Бога в образе бога Луны называют ещё Чандру именем Сома. Считается, что он устанавливает отсчёт времени и властвует над всей вселенной.
В «Бхагавата-пуране» имя Чандры часто упоминается в ряду имён других богов, таких как Индра, Сурья, Варуна, Ваю. Все они, включая Чандру, считаются представителями Вишну, наделены особыми полномочиями и управляют различными планетами во вселенной.
В соответствии с учением Мадхвачарьи, Чандра находится на двенадцатой ступени иерархии божественности нижестоящих божеств, которые служат Вишну, выполняя различные функции в мироздании.
Также Чандра считается воплощением бога Сомы и сыном риши Атри и его жены Анасуи, братом Даттатреи и Дурвасы.